# Janet Frame
Janet (Jean) Frame (Dunedin, 28 augustus 1924 – aldaar, 29 januari 2004) was een Nieuw-Zeelandse schrijfster.

## Biografie
Frame werd geboren in Dunedin. De eerste vrouwelijke arts van Nieuw-Zeeland, Emily Siedeberg, hielp bij haar geboorte. Frame groeide op in Oamaru. Ze volgde onderwijs aan de Waitaki Girls' High School en het Dunedin Teachers College. Later leefde ze lange tijd in Londen en in de Verenigde Staten van Amerika.
In 1947 werd er bij vergissing schizofrenie bij haar geconstateerd en werd zij opgenomen in het Seacliff Mental Hospital. Ze bracht zeven jaar onder uiterst moeilijke omstandigheden door in verschillende psychiatrische klinieken en onderging meer dan tweehonderd elektroshocks. In deze tijd publiceerde zij haar eerste boek, een verzameling korte verhalen getiteld The Lagoon and Other Stories (1951, De lagune en andere verhalen). Doordat ze voor haar boek de 'Hubert Church Prose Award' ontving, raakte men er uiteindelijk van overtuigd dat zij geen geestelijke aandoening had. Het had niet veel gescheeld of had een lobotomie ondergaan; ze ontving de prijs enkele dagen voor de geplande procedure.
Van 1954 tot 1955 woonde zij bij Frank Sargeson, die haar aanmoedigde om te blijven schrijven. In 1956 verliet ze Nieuw-Zeeland met financiële ondersteuning van het State Literary Fund. Ze woonde gedurende zeven jaar op Ibiza, in Andorra en in Engeland. Na het overlijden van haar vader keerde zij terug naar Nieuw-Zeeland.
Hoe belangrijk het (familie-)leven voor haar was blijkt uit haar vroeg gepubliceerde werk Owls Do Cry (Uilen roepen) en uit haar autobiografische trilogie: Een engel aan mijn tafel. Deze autobiografie heeft drie delen:
- To the Is-land (1982, Naar het Is-Land)
- An Angel at my Table (1984, Een engel aan mijn tafel)
- The Envoy from Mirror City (1984, De gezant van Spiegelstad)

In augustus 2003 werd bij haar acute myeloïde leukemie geconstateerd. Ze stierf aan deze ziekte in het Dunedin Hospital op 29 januari 2004.

## Janet Frame Heritage Trail
Op 24 november 1995 werd in Oamaru een wandeling van anderhalf uur uitgezet, die langs verschillende plekken uit Janets eerste boeken leidt. Bij de lokale VVV is een folder verkrijgbaar, met daarin de route en enkele citaten die toebehoren aan de plekken. Zo komt men langs de bibliotheek, de bioscoop, het politiebureau, de tuinen van Oamaru en het zwembad waar Janets zusje Myrtle verdronken is, zoals beschreven in To the Is-Land. Er is ook de mogelijkheid om deze plekken onder leiding van een gids te bekijken.

## Janet Frame Literary Trust
In 1999 richtte Janet het liefdadigheidsfonds Janet Frame Literary Trust op. Toen zij in 2004 stierf liet ze aan dit fonds haar auteursrechten na en bepaalde dat alle toekomstige royalty's en andere inkomsten via dit fonds zouden worden gebruikt ter ondersteuning van Nieuw-Zeelandse dichters en schrijvers van fictie. Zelf heeft ze ook verscheidene malen vanuit vergelijkbare fondsen ondersteuning gekregen.
In 2005 heeft deze stichting een eigen prijs ontworpen: de Janet Frame Literary Award. De nominaties worden ieder jaar aangekondigd op de verjaardag van Janet.
- 2005 - Fictie: gewonnen door Kelly Ana Morey
- 2005 - Poëzie: gewonnen door Peter Olds
- 2006 - Fictie: gewonnen door O.E. Middleton

## Janet Frame Eden Street Trust
56 Eden Street is het adres waar de familie van Janet woonde van haar zevende tot haar negentiende levensjaar. Dit is het huis waar Janet volgens haarzelf "van woorden leerde houden".
Het huis is open voor publiek: in juni 2002 kocht de stichting het huis, dat oud en verwaarloosd was. Samen met Janet en haar zus June Gordon werd het huis verbouwd naar hoe het er ongeveer in de jaren 1940 uitgezien heeft: beiden bleken zelfs de soorten behang en vloeren nog tot in detail te kunnen beschrijven.
In de wintermaanden worden hier workshops en trainingen gegeven en is ook te huur voor schrijvers, geheel in de stijl van Janet Frame: "een rustige plek om alleen te kunnen zijn met je gedachten".

## Nominaties en prijzen

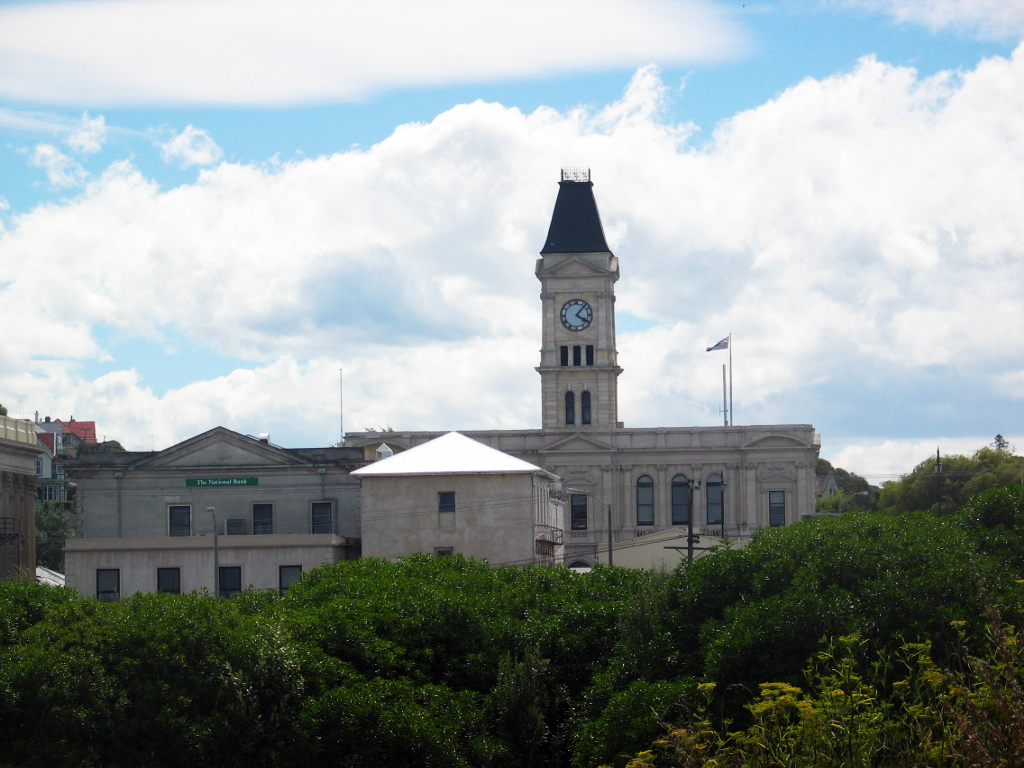
De grote klok van Oamaru, vaak beschreven door Janet in haar boeken.

(Voor prijzen gewonnen met haar boeken, zie de onderstaande bibliografie.)
- In 1978 won de verfilming van haar boek A State of Siege van Vincent Ward de Golden Hugo Award voor beste film in de categorie voor studenten op het Chicago International Film Festival.
- In 1990 werd haar boek An Angel at my Table verfilmd onder dezelfde titel door Jane Campion, welke acht prijzen won op het filmfestival van Venetië, waaronder een speciale juryprijs.
- De film Wrestling with the Angel van Ninox Films is onlangs (2006) uitgebracht, naar de biografie over Janet van Michael King uit 2000.

Op 6 februari 1990 werd ze uitgeroepen tot lid van de Orde van Nieuw-Zeeland.
Daarnaast werd ze verschillende keren genomineerd voor de Nobelprijs voor de Literatuur, laatstelijk in 2003 toen Asa Bechman, literair criticus van het Zweedse dagblad Dagens Nyheter, voorspelde dat Frame dat jaar de prijs zou winnen.

### Romans
- Owls Do Cry (Christchurch 1957)- Uilen roepen;
 New Zealand Literary Fund Award for Achievement (1958)
- Faces in the Water (Christchurch 1961) - Gezichten in het water
- The Edge of the Alphabet (Christchurch 1962)
- Scented Gardens for the Blind  (Christchurch 1963);
 Hubert Church Prose Award (1964)
- The Adaptable Man (Christchurch 1965)
- A State of Siege (New York 1966);
 Buckland Literary Award (1967) (ook voor The Reservoir, and Other Stories)
- The Rainbirds (London 1968) (in de Verenigde Staten gepubliceerd als Yellow Flowers in the Antipodean Room)
- Intensive Care (New York 1970);
 Hubert Church Prose Award (1971);
 Buckland Literary Award (1972)
- Daughter Buffalo (New York 1972);
 Hubert Church Prose Award (1974)
- Living in the Maniototo (New York 1979);
 Buckland Literary Award (1980);
 New Zealand Book Award for Fiction (1980)
- The Carpathians (New York 1988) - De herinneringsbloem;
 Ansett New Zealand Book Award for Fiction (1989);
 Commonwealth Writers Prize for Best Book (1989)
- Towards Another Summer (2007)

### Verhalen(-bundels)
- The Lagoon: Stories (Christchurch 1951) - De lagune en andere verhalen;
 Hubert Church Prose Award (1952)
- The Reservoir: Stories and Sketches (New York 1963)
- Snowman, Snowman: Fables and Fantasies (New York 1963)
- The Reservoir, and Other Stories (Christchurch 1966)
- You Are Now Entering the Human Heart (Wellington 1983)

### Kinderboek
- Mona Minim and the Smell of the Sun (New York 1969)

### Poëzie(-bundels)
- The Pocket Mirror: Poems (New York 1967);
 New Zealand Literary Fund Award for Achievement (1969);
 Best Children's Book of the Year van Spectrum Print Book Design Awards (2006) (herdruk)
- The Goose Bath: Poems (2006)
- Parleranno le tempeste (Mendrisio 2017);
 Vertalingen van Eleonora Bello en Francesca Benocci. Voorwoord van Pamela Gordon (Janet Frame Literary Trust)

### Autobiografie
- To the Is-land - Autobiography 1 (New York 1982) - Naar het Is-land;
 Buckland Literary Award (1983);
 Sir James Wattie Book of the Year Award (1983)
- An Angel at My Table - Autobiography 2 (New York 1984) - Een engel aan mijn tafel;
 New Zealand Book Award for non-Fiction (1984)
- Envoy from Mirror City - Autobiography 3 (Auckland 1985) - De gezant van Spiegelstad;
 Sir James Wattie Book of the Year Award (1985);
 New Zealand Book Award for non-Fiction (1986)
- Janet Frame: An Autobiography (de drie voorafgaande delen gecombineerd) (Auckland 1989)

Hiernaast publiceerde Janet Frame nog enkele tientallen artikelen.
- Bibsys: 90159086
- Biblioteca Nacional de Chile: 000187009
- Biblioteca Nacional de España: XX1046321
- Bibliothèque nationale de France: cb12035479n (data)
- CiNii: DA05269433
- Gemeinsame Normdatei: 118684388
- International Standard Name Identifier: 0000 0001 2103 8719
- KulturNav: 89d11c3c-09f4-4738-82db-4020f9db3524
- Library of Congress Control Number: n82023868
- MusicBrainz: d52a4704-2083-4c4f-8719-871d154c47ad
- Bibliotheek van het Japanse parlement: 00466671
- Nationale Bibliotheek van Tsjechië: jn19990002374
- Nationale bibliotheek van Australië: 35142494
- Nationale Bibliotheek van Israël: 987007437492805171
- Nationale Bibliotheek van Polen: a0000001211398
- Nederlandse Thesaurus van Auteursnamen: 069353506
- Istituto Centrale per il Catalogo Unico: CFIV106140
- LIBRIS: 187298
- SNAC: w6c25tvz
- Système universitaire de documentation: 028538978
- Trove: 840511
- Virtual International Authority File: 111645907
- WorldCat: E39PBJcgBGRfPdkcKk99Q4X68C